# آگیلار د کامپو
آگیلار د کامپو (به اسپانیایی: Aguilar de Campoo) یک شهرستان در اسپانیا است که در استان پالنسیا واقع شده‌است.

## خصوصیات
آگیلار د کامپو ۳۰٫۶۲ کیلومترمربع مساحت و ۷٬۲۴۲ نفر جمعیت دارد و ۸۹۲ متر بالاتر از سطح دریا واقع شده‌است.